# Saint-Nicolas-la-Chapelle (Aube)
Saint-Nicolas-la-Chapelle ist eine französische Gemeinde mit 75 Einwohnern (Stand: 1. Januar 2022) im Département Aube in der Region Grand Est. Sie gehört zum Arrondissement Nogent-sur-Seine und zum gleichnamigen Kanton Nogent-sur-Seine. 

## Lage
Das Gemeindegebiet wird vom Flüsschen Resson durchquert, einem rechten Zufluss der Seine.
Nachbargemeinden sind:
| Chalautre-la-Grande |                                             | La Saulsotte     |
| Le Mériot           | Kompassrose, die auf Nachbargemeinden zeigt |                  |
|                     | Nogent-sur-Seine                            | Marnay-sur-Seine |

## Bevölkerungsentwicklung
| Jahr                      | 1962 | 1968 | 1975 | 1982 | 1990 | 1999 | 2008 | 2016 |
| ------------------------- | ---- | ---- | ---- | ---- | ---- | ---- | ---- | ---- |
| Einwohner                 | 88   | 70   | 68   | 70   | 61   | 79   | 77   | 63   |
| Quelle: Cassini und INSEE |      |      |      |      |      |      |      |      |

## Sehenswürdigkeiten
- Kirche Saint-Nicolas, Monument historique seit 1926

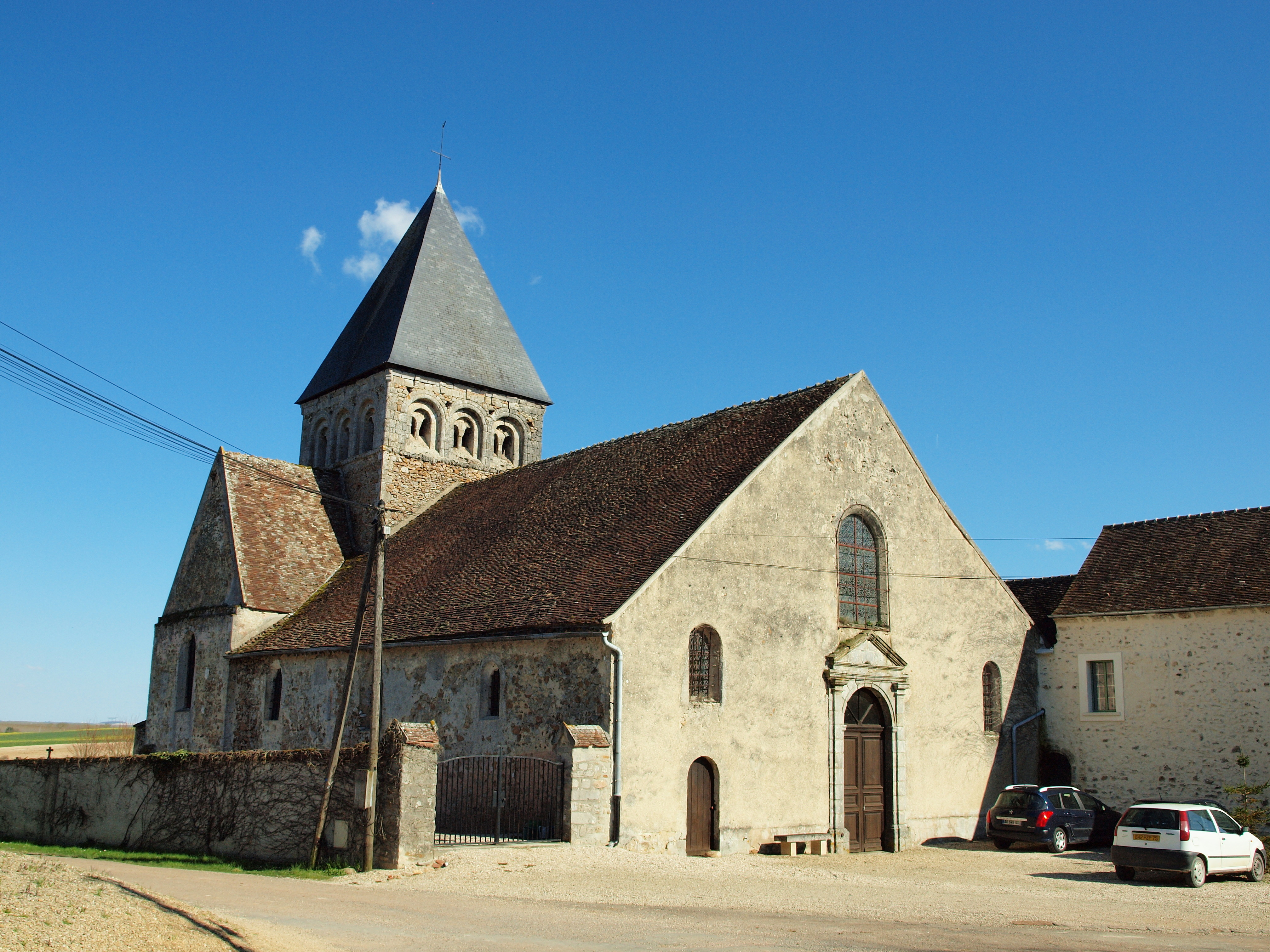
Kirche Saint-Nicolas

- Dolmen du Pavois